# Gustaf Fröding
Gustaf Fröding (Karlstad, 22 agosto 1860 – Stoccolma, 8 febbraio 1911) è stato un poeta svedese.
È spesso indicato come il maggior lirico delle letterature scandinave moderne.

## Biografia
Gustaf Fröding nasce nella provincia di Värmland nella città di Karlstad, nel sud-est della Svezia, nel 1867 frequenta l'Università di Uppsala.
Della sua vita si conosce poco, tranne le sue passioni per la lettura di Walter Scott, George Byron, Robert Burns e Heinrich Heine; uno dei pochi dati certi è che verso la fine della sua vita comincia ad avere problemi mentali, dovuti probabilmente all'alcolismo.
Terminata l'Università di Uppsala, ritorna alla sua provincia dove lavora come giornalista. È in questo periodo che partecipa alla polemica antinaturalistica di Carl Gustaf Verner von Heidenstam e Oscar Levertin.
Nel 1890,  per curare la schizofrenia, si trasferisce in Germania, ove compone la sua opera Gitarr och dragharmonika (Chitarra e organetto, 1891), che ottiene un buon successo. Si sposta poi in Norvegia per completare la collezione di poesie Stänk och flikar, pubblicata nel 1896. Tra questi due lavori sono da annoverare Nya dikter (Nuove poesie, 1894) che, al pari anche di Den gamla goda tiden (Ai tempi in cui Berta filava, 1894), contiene visioni dettate da indignazione sociale.
Ma proprio in questo periodo Froding si interessa a studi filosofici, che spaziano dall'ascetismo tolstoiano all'ideale nietzscheano del superuomo, con lo sviluppo di una sua originale teoria definita come «la filosofia del Gral», in grado di trascendere il dualismo tra necessità e libertà, tra sogno e realtà.
Stänk och flikar (Spruzzi e stracci) viene composto durante i suoi ricoveri nelle case di cura. Con questa raccolta raggiunge l'apice della sua arte, scrivendo una delle opere più lette e amate in Scandinavia.
Seguiranno Räggler å paschaser (Storielle e aneddoti, 1895), caratterizzata dalla presenza di versi scritti in dialetto vermlandese, fino ad arrivare a Efterskörd (Spigolature, 1910), pubblicata l'anno prima della sua morte. In questa raccolta si mescolano folklore, sapienza filosofica, scene di vita quotidiana e popolare, ironia, naturalismo mistico e sensualità.
La raccolta En morgondröm (Sogno di un mattino, 1896) viene accusata di oscenità e l'autore è trascinato in tribunale.
Le sue opere rappresentano una tendenza al lirismo introverso, tipiche dello stereotipo del poeta maledetto, che trae la sua ispirazione durante le sue frequenti crisi di nervi. La sua poesia trasfigura la realtà in un mondo di sogni, visioni, immaginazione e di canto.
Muore nell'ospedale di Uppsala, riuscendo a combattere l'alcolismo ma non il suo diabete.

## Opere
- Anita (1884)
- Nya dikter (1894)
- En hög visa (1891)
- En ghasel (1891)
- Vackert väder (1891)
- Våran prost (1891)
- Jonte och Brunte (1891)
- Det var dans bort i vägen (1891)
- Världens gång (1891)
- En fattig munk från Skara (1891)
- Gitarr och dragharmonika (1891)
- Clown Clopopisky (1894)
- Tre trallande jäntor (1894)
- Bergslagstroll (1894)
- Den gamla goda tiden (1894)
- Säv, säv, susa (1894)
- En syn (1894)

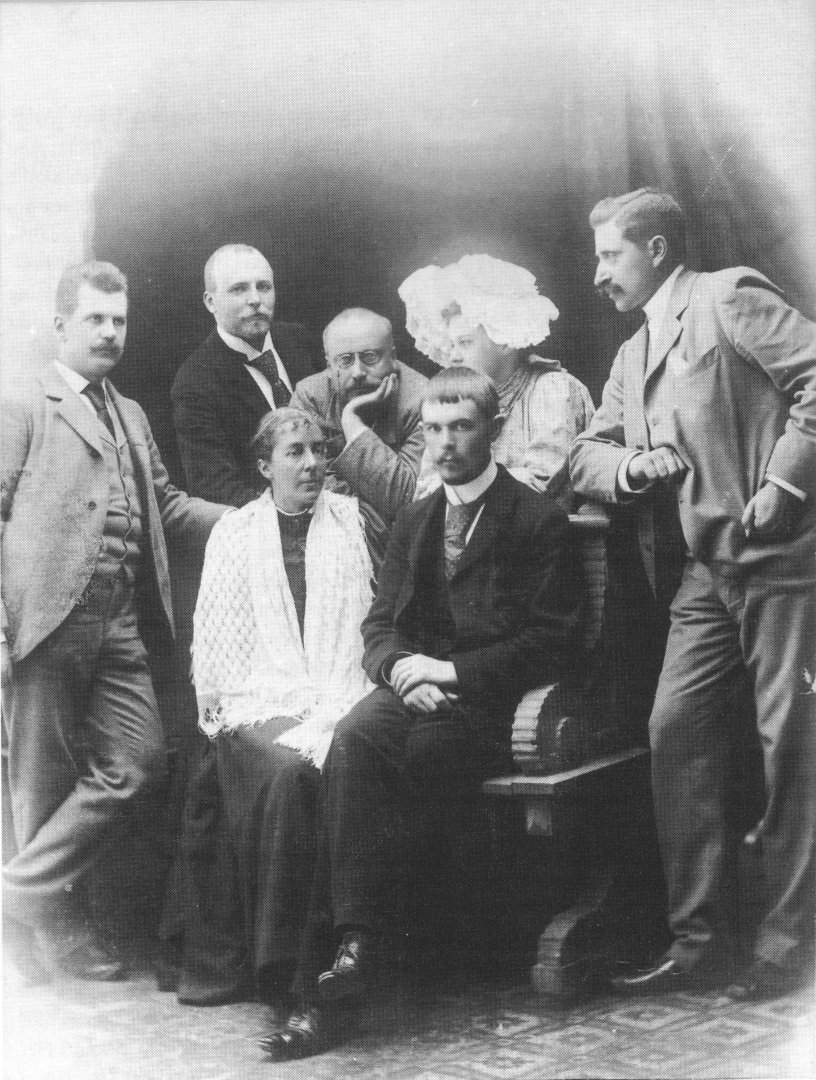
Gruppo di artisti e letterati svedesi. Froding è il terzo da sinistra in seconda fila; tra gli altri, seduto a destra, è riconoscibile Albert Engström (foto del 1896)

- Hans högvördighet biskopen i Växjö (1894)
- Räggler å paschaser (1895)
- Ett gammalt bergtroll (1896)
- Gråbergssång (1896-1905)
- En morgondröm (1896)
- Lelle Karl-Johan (1896)
- Ur kung Eriks visor (1896)
- Det borde varit stjärnor (1896)
- Sagoförtäljerskan (1896)
- Stänk och flikar (1896)
- Nytt och gammalt (1897)
- Gralstänk (1898)
- Efterskörd (1910)
- Reconvalescentia (1913)
- Brev till en ung flicka (1952)
- Äventyr i Norge (1963)